# 篦齿槭
篦齿槭（学名：Acer pectinatum）为槭树科槭属下的一个种。

## 扩展阅读
- 維基物種上的相關：篦齿槭